# Rückführung der Bestände aus Polen
Eine „Rückführung der Bestände aus Polen“ bzw. eine „Rückführungsaktion von Beständen aus Polen“, kurz RüBePol, fand 1965 statt.
Während des Zweiten Weltkrieges hatten einige deutsche Bibliotheken, darunter die Preußische Staatsbibliothek (PSB), ab Anfang der 1940er Jahre ihre Bestände aus Angst vor Zerstörung durch alliierte Bombardements ausgelagert. Die Lagerstätten waren im gesamten Reichsgebiet verteilt und teilweise für die Lagerung von Büchern völlig ungeeignet. Ein nicht unerheblicher Teil des Bestandes wurde im und kurz nach dem Krieg vernichtet oder ging verloren.
Die in den deutschen Ostgebieten verbliebenen Bücher und Schriften wurden bis zum Ende des Krieges nicht zurückgeführt. Sie gelangten in den Besitz der Siegerstaaten und sind im Zuge der Verwaltungshoheit der Volksrepublik Polen zugefallen, sodass sie in Polen verblieben oder auch außer Landes (etwa in die Sowjetunion) gebracht wurden.
Nach einer Regierungsvereinbarung zwischen der Volksrepublik Polen und der DDR wurde 1965 ein Teil dieser Bücher, etwa 127.000, davon etwa 92.000 der PSB, an die DDR übergeben. Sie lagerten bis dahin in den provisorischen Sammelzentren in Lodz, Breslau, Krakau und der Warschauer Universitätsbibliothek. Es handelte sich zum großen Teil um weniger wertvolle Bestände.